# Széki Attila
Széki Attila, művésznevén Curtis (Budapest, 1989. augusztus 31. –) magyar labdarúgó, csatár, majd visszavonulása után rapper, dalszövegíró.

## Pályafutása
Széki Attila mindössze 17 éves volt, amikor bemutatkozott az Újpest FC színeiben az élvonalban. Az MTK elleni találkozót további négy fellépés követte a legmagasabb osztályban, ezt követően pedig többnyire az Újpest II-ben kapott szerepet.
Még 2007-ben, Urbányi István irányítása mellett került fel a nagycsapathoz, és kapott saját nevelésként profi szerződést. Később játszott kölcsönben Kecskeméten (2008) és Szolnokon (2009) is. A KTE csapatával NB II-es bajnoki címet szerzett, ám egy 2009-es térdsérülés megtörte addigi fejlődését. Majd egy évet hagyott ki, később hangsúlyozta, az egyetlen pozitívum az egészben az volt, hogy ezalatt hobbijával, a rappeléssel többet foglalkozhatott.
2011 áprilisában Újpest arca lett. 2022-ben megnyerte a Celeb vagyok, ments ki innen! című műsort.

## Zenei karrier
Művésznevét a méltán híres 2000-es évek egyik legkiemelkedőbb rapper-éről 50 Cent-ről kapta akit polgári néven Curtis Jackson és a kereszt nevéből lett a művész neve.
"Curtis" néven ír és ad elő dalokat. Első ismertebb száma az Újpest a negyedem, melynek klipjében Ganxsta Zolee is feltűnik. 2009 óta dolgozik együtt BLR-rel, akivel számtalan közös dalt készített. 2011-ben állt össze Majkával. Első közös nagy slágerük a Bomba vagy Baby című szám, ezt követte az országos és zenei elismertséget hozó Belehalok című sláger, majd a Nekem ez jár és a Csak te létezel című számok. 2018-ban váltak szét Majkával. Egy év kihagyással újra együtt alkotnak. 2021-ben vendégszereplést vállalt a Hooligans új metál albumán a Zártosztályon, amelyen a Szájkosár című dalban hallható. 2022-ben Majkával közös megegyezésre külön folytatják a karrierjüket, miután egy villányi koncerten Majka egyedül lépett a színpadra, és Curtis váratlanul eltűnt, ezentúl sok sikert kívánt társának, Majkának és üzente, hogy ezentúl is számíthat rá bármikor, a közös 12 évet pedig megköszönte.
2023-ban ő lesz a The Voice második évadának egyik coach-a.

## Magánélet
2013-ban egy ideig Csobot Adél párja volt. 2014-ben egy szóváltás után megverte akkori menyasszonyát, Bettinát, tettét utólag el is ismerte, állítása szerint megbánta. 2025-ben házasságot kötött Barnai Judit kosárlabdázóval.

## Műsorai

### Televíziós szerepei
| Év    | Műsor                         | Szerep         | Csatorna |
| ----- | ----------------------------- | -------------- | -------- |
| 2022  | Celeb vagyok, ments ki innen! | Versenyző      | RTL      |
| 2023  | The Voice                     | Coach          | RTL      |
| 2023  | Nyerő Páros                   | Versenyző      | RTL      |
| 2023  | Sztárbox                      | Versenyző      | RTL      |
| 2024  | Az álommeló                   | epizódszereplő | RTL      |
| 2025  | Csináljuk a fesztivált!       | Versenyző      | Duna     |
| 2025  | Ázsia Expressz                | Versenyző      | TV2      |
| 2025– | Megasztár                     | Zsűritag       | TV2      |

## Könyve
- Csontos Róbert–Széki Attila: Curtis – csibészbiblia. Vallomás csajozásról, rapháborúról és a magyar focivalóságról; Art Nouveau, Pécs, 2015

## Diszkográfia
- 2009: Curtismánia
- 2012: Belehalok
- 2014: Swing
- 2015: Rap biblia
- 2019: A legismertebb senki
- 2022: Spíler